# Wolfgang Rothe (Fußballspieler)
Wolfgang Rothe (* 15. Oktober 1953) ist ein ehemaliger deutscher Fußballspieler.

## Karriere
Rothe, aus der Jugendmannschaft des VfB Stuttgart hervorgegangen, mit dem er am 2. Juli 1972 das im Neckarstadion ausgetragene Finale um die A-Jugendmeisterschaft mit 0:2 gegen den MSV Duisburg verloren hatte, spielte von 1973 bis 1975 für den SSV Reutlingen 05 in der seinerzeit drittklassigen 1. Amateurliga Schwarzwald-Bodensee. Am Ende seiner Premierensaison im Seniorenbereich schloss er mit seiner Mannschaft die Spielklasse als Zweitplatzierter ab. Der zweite Platz berechtigte zur Teilnahme an der Amateurmeisterschaft 1974. Nachdem die 1. und 2. Runde, sowie das Halbfinale erfolgreich gestaltet werden konnten, erreichte er mit seiner Mannschaft das Finale gegen den VfB Remscheid 06/08. Da die am 16. Juni 1974 in Worms vor 5.000 Zuschauern mit 2:2 n. V. ausgetragene Begegnung keinen Sieger ergab, wurde ein Wiederholungsspiel notwendig, das am 29. Juni 1974 an selber Stätte vor 2.500 Zuschauern mit 2:1 gewonnen wurde.
In der Folgesaison als Meister aus der Saison hervorgegangen, nahm er mit der Mannschaft an der Aufstiegsrunde zur 2. Bundesliga Süd teil, die sich in der Gruppe Baden-Württemberg als Sieger von vier Mannschaften durchsetzte – und aufstieg. Rothe hingegen blieb der Spielklasse treu und spielte anschließend für den BSV 07 Schwenningen, mit dem er die Spielklasse gewann und über die Aufstiegsrunde zur 2. Bundesliga Süd die Gruppe Baden-Württemberg punktgleich mit der SpVgg 07 Ludwigsburg abschloss, das Entscheidungsspiel um den Gruppensieg und den Aufstieg gegen diese Mannschaft mit 4:0 für sich entschied. Mit nur vier Siegen und 102 Gegentoren aus 38 Saisonspielen war das Abenteuer 2. Bundesliga Süd passé. Es folgte eine weitere Saison in der 1. Amateurliga Schwarzwald-Bodensee, zeitweilig auch für den FV 07  Ebingen spielend. 
Von 1978 bis 1981 spielte er für Kickers Offenbach in der Gruppe Süd der seinerzeit zweigleisigen 2. Bundesliga, danach zwei Saisons in der eingleisigen 2. Bundesliga. Mit der Einnahme des zweiten Platzes war zudem die Qualifikation für die folgende, nunmehr eingleisige 2. Bundesligasaison erfüllt. Gleichzeitig bot sich die Möglichkeit gegen den Zweitplatzierten der Gruppe Nord Eintracht Braunschweig den Aufstieg in die Bundesliga unter Trainer Franz Brungs zu realisieren. Das Spiel im heimischen Stadion am Bieberer Berg wurde mit 1:0 gewonnen, das Rückspiel im Eintracht-Stadion jedoch mit 0:2 verloren. In diesen beiden Spielen wurde Rothe jedoch nicht eingesetzt. Am Ende der Premierensaison der eingleisigen 2. Bundesliga trug er in 16 Punktspielen zum dritten Platz bei, der zur Teilnahme an der Relegation mit dem 16. der Bundesliga berechtigte. Beide in Hin- und Rückspiel ausgetragenen Spiele gegen Bayer 04 Leverkusen um den Aufstieg wurden mit 0:1 und 1:2 verloren; Rothe wirkte – bereits in der siebten Minute für Bernd Walz eingewechselt – lediglich im Rückspiel mit.
Mit dem zweiten Platz am Ende der Folgesaison – Rothe bestritt neun Punktspiele – gelang unter Trainer Lothar Buchmann der insgesamt vierte Aufstieg in die Bundesliga in der Vereinsgeschichte. In der Bundesliga bestritt er lediglich zwei Punktspiele. Er debütierte am 3. September 1983 (5. Spieltag) bei der 0:4-Niederlage im Auswärtsspiel gegen den 1. FC Nürnberg und verlor am 17. September 1983 (7. Spieltag) mit 0:6 im Auswärtsspiel gegen den Hamburger SV. Am Saisonende reichte ein 17. Tabellenplatz nicht zum Klassenverbleib. Des Weiteren kam er in elf Spielen im Wettbewerb um den DFB-Pokal für die Offenbacher zum Einsatz.